# Mychajło Demczuk
Mychajło Demczuk (ukr. Михайло Демчук, ur. 8 listopada 1881 w Peratynie, zm. 29 listopada 1941 w Przemyślu) — ukraiński działacz społeczny, pedagog, w latach 1918-1919 członek Ukraińskiej Rady Narodowej jako delegat powiatu przemyskiego.
W latach 1919–1922 organizator ukraińskiego szkolnictwa na Zakarpaciu, następnie nauczyciel ukraińskiego gimnazjum w Przemyślu, oraz inspektor szkolny.